# Jean Lepautre

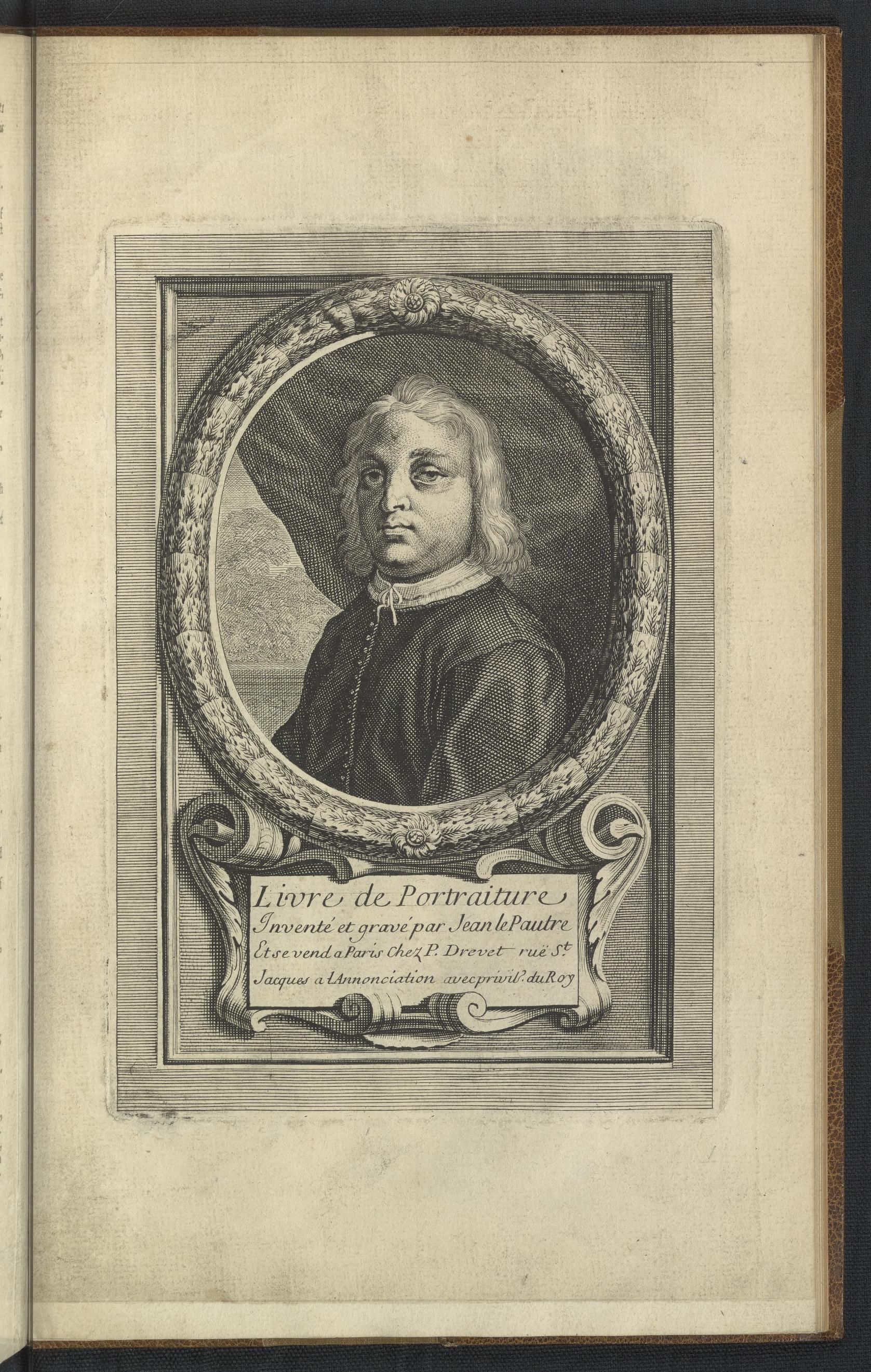
Jean Lepautre, Selbstbildnis

Jean Lepautre (eigentlich le Pautre) (* 28. Juni 1618; † 2. Februar 1682) war ein französischer Kupferstecher und Radierer.

## Leben
Le Pautre war der Bruder des Architekten Antoine Le Pautre. Er begann als Lehrling des Zimmermanns und Bauunternehmers Adam Philippon, mit dem er 1640 nach Rom reiste. Dabei entwickelte er eine besondere Fertigkeit als Zeichner. Für das Werk seines Meisters, Curieuses Recherches de plusieurs beaux morceaux d'ornements antiques et modernes tant dans la ville de Rome que autres lieux d'Italie, 1645 erschienen, erschuf er zahlreiche Stiche. Seine unzähligen und üppigen Entwürfe bestanden hauptsächlich aus Zimmerdecken, Friesen, Kaminsimsen, Türrahmen und Wanddekorationen. Er entwarf außerdem Feuerböcke, Buffets, Schränke, Pfeilertischchen und andere Möbelstücke.
Le Pautre arbeitete lange Zeit für die Gobelin-Manufaktur. Seine Arbeiten sind oft überladen und kunstvoll. Sein Werk umfasst etwa 1.500 Kupferstiche, darunter auch ein Porträt von ihm selbst. Die meisten wurden als Sammlungen unter verschiedenen Titeln (Livre de miroirs tables etc.; Feuillages et autres ornements; Vases et bordures de miroirs; Escussons) veröffentlicht. Im 19. Jahrhundert gewannen sie als Vorlagen für den Stil Ludwigs XIV. wieder an Bedeutung.
Im Jahre 1677 wurde Lepautre in die Pariser Akademie aufgenommen.

## Werke
- Castrum doloris in funere Sereniß ... Caroli Gustavi .... Riegel, Norimbergae 1729. (Digitalisat)
- Delineatio Eorum quæ d. 19. Nouemb. Anno 1658. ad Landscoronam gesta sunt, cum Dani Hollandis juncti, - - à Suecis fortiter repellerentur . Riegel, Norimbergae 1729. (Digitalisat)
- Delineatio pompae qua Ser. Sueciae Rex a Ser. Daniae Rege. Riegel, Norimbergae 1729. (Digitalisat)
- Obsidium Haffniense Ao 1658. Riegel, Norimbergae 1729. (Digitalisat)
- Situs Oppidi Colo in Polonia maiori : ubi Seren. Rex Sueciae audito Regis Poloniae cum copiosissimo exercitu adventu, fluvium Wartam traiecit, aciemq[ue] instruxit ad d. 17. Aug. A. 1655. Riegel, Norimbergae 1729. (Digitalisat)